# 明日に向かって走れ (鶴久政治の曲)
『明日に向かって走れ』（あしたにむかってはしれ）は、鶴久政治の6枚目のシングル。MASAHARU名義。1990年9月21日、ポニーキャニオンよりリリース。

## 収録曲
1. 明日に向かって走れ
（作詞：川村真澄　作曲：鶴久政治　編曲：西平彰）
2. 恋のチェリーパイ作戦
（作詞：川村真澄　作曲：鶴久政治　編曲：西平彰）